# Manuel Paz Ojeda
Manuel Carlos Paz Ojeda (10 de abril de 1968) es un político mexicano, miembro fundador de Nueva Alianza. Es precursor en México de la Red de Instituciones de Combate a la Corrupción y Rescate de la Ética Pública (RICOREP) y fue candidato de Nueva Alianza a Gobernador de Tabasco en las Elecciones que se llevaron a cabo el 15 de octubre de 2006, día también en que renunció a su militancia partidista.
Es licenciado en Administración egresado del Instituto Tecnológico Autónomo de México, tiene una maestría en Política y Gobierno de América Latina por la Universidad de Essex, Inglaterra y tiene estudios de Doctorado en Gobierno en la misma institución; de igual forma, cuenta con estudios en Ciencia Política por la UNAM y en Comercio Internacional por el IPN. Ha ocupado diferentes cargos administrativos en los tres órdenes de gobierno; en el municipal se desempeñó como secretario técnico del Ayuntamiento de Centro (Tabasco); en el gobierno de Tabasco fue director general de Industria, Comercio y Promoción de Inversiones; y en el Gobierno Federal se ha desempeñado como director general de Combate a la Corrupción (SECODAM) y Director Comercial en Lotería Nacional (LOTENAL).
Presidente fundador de Nueva Alianza en Tabasco, fue precandidato de su partido a la presidencia de la República, declinando su candidatura a favor de la de Roberto Campa Cifrián.